# NGC 6287
NGC 6287 је збијено звездано јато у сазвежђу Змијоноша које се налази на NGC листи објеката дубоког неба.
Деклинација објекта је - 22° 42' 27" а ректасцензија 17h 5m 9,4s. Привидна величина (магнитуда) објекта NGC 6287 износи 9,3. NGC 6287 је још познат и под ознакама GCL 54, ESO 518-SC10.